# Festningstunnelen

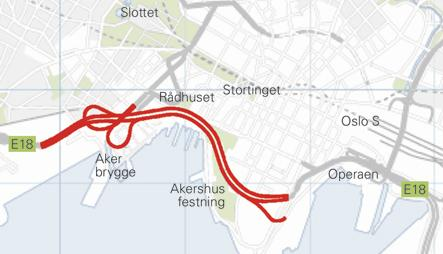
Karta över Festningstunnelen.

Festningstunnelen är en motorvägstunnel från 1990 med tre filer i vardera riktningen. Den går under centrala Oslo, bland annat under Akershus fästning. Den ingår sedan 2010 i den längre tunnelsträckningen Operatunneln.
Tunneln, som invigdes i januari 1990 och är en del av E18, kallades tidigare Oslotunnelen, men namnet ändrades 1998 för att undvika förväxling med en järnvägstunnel med samma namn.